# Mathias Hauzeur
Pour les articles homonymes, voir Hauzeur.
Mathias Hauzeur, né à Verviers en 1589 et décédé à Liège, le 12 novembre 1676, était un théologien franciscain.

## Biographie
Il a été pendant de nombreuses années professeur de théologie et fut un écrivain prolifique qui laissa une vingtaine d'œuvres. Il a atteint une grande célébrité en tant que polémiste grâce à son différend avec le prédicateur calviniste Gabriel Hotton. Hauzeur apporta une telle conclusion que les catholiques à travers le voisinage allumaient des feux pour célébrer son triomphe.

## Œuvres
Il décrit cette controverse dans son Accusation et condamnation du sieur Hotton (Liège, 1633), publié aussi en latin sous le titre Conferentia publication inter M. Hauzeur et G. Hotton (ibid., 1633). D'autres travaux importants de Hauzeur sont:
- Exorcismes catholiques du Maling Esprit hérétique etc (ibid., 1634), dirigée contre le même adversaire.
- Equulcus Ecclésiastique, aculeatus exorcismis XXIII etc (ibid., 1635), contre les calvinistes Samuel des Maretz.
- Praejudicia augustissima D. Augustini Pro vera Christi Ecclesia (ibid. 1634) dont il publia un synopsis en français.

Il a ensuite combiné les trois dernières œuvres nommées en incluant dans le nouveau volume le Livre de ce grand Docteur S. Augustine du soing qu'il faut porter pour les morts (Liège, 1636). Il publia une traduction flamande de ce dernier volume sous le nom de De utilitate credendi (ibid., 1636), mais ses écrits contre le Jansénisme ne fut pas publié.
Ses principaux ouvrages sont : Anatomia totius Augustissimae Doctrinae S. Augustini, secundum litteram ... et spiritum" (2 vol., Augustae Eburonum 1643-1645), et Collatio Totius Theologiae inter Maiores nostros Alexandrum Halensem, S. Bonaventuram, Fr. Joannem Druns Scotum, ad mentem S. Augustini (2 vol., Liège et Namur, 1652). Ce travail est un commentaire sur les deuxième, troisième et quatrième livres  des Sentences. Comme la majorité des œuvres de Hauzeur, il fut émis par la presse privée des Franciscains. En réponse à l'Annales Ord. Min. Capucc de Boverius, Hauzeur écrit l' Apologia Analogica pro vero ordine et successore S. Francisci (Aug. Eburorum, 1650, et 1653).